# Fatigue Skala für Motorik und Kognition
Die Fatigue Skala für Motorik und Kognition (FSMC) ist ein diagnostisches Verfahren und dient der Abklärung einer kognitiven und motorischen Fatigue-Symptomatik, die ein häufiges und ernstzunehmendes Symptom bei Patienten mit Multipler Sklerose (MS) darstellt. Das Verfahren wurde in Anlehnung an bestehende MS-Fatigue-Skalen (Fatigue Severity Scale [FSS], FAI, FIS, Modified Fatigue Impact Scale [MFIS], FRS, Physical and Cognitive Fatigue scale) entwickelt und in einer umfangreichen Studie zur objektiven Einschätzung der MS-Fatigue validiert. Die psychometrischen Kennwerte sind sehr gut, die interne Konsistenz beträgt α > 0.91, die Retest-Reliabilität liegt bei r > 0.80 (Penner u. a., 2009).

## Hintergrund
Fatigue trifft Schätzungen zufolge 75–95 % der MS-Patienten und gilt als eines der Symptome, durch die sich die Patienten am meisten beeinträchtigt fühlen. Fatigue kann zu allen Zeitpunkten einer MS-Erkrankung auftreten, ist oftmals bereits zum Krankheitsbeginn präsent und besteht meist während des gesamten Krankheitsverlaufs. Die Auswirkungen auf die Lebensqualität der Betroffenen können gravierend sein und als wesentliche Ursachenfaktoren für Teilzeitbeschäftigung oder gar Arbeitsunfähigkeit angesehen werden; Fisk u. a., 1994; Freal, Kraft, & Coryell, 1984
Die Fatigue-Symptomatik kann derzeit nur zuverlässig anhand von Fragebögen gemessen werden. Genauere Untersuchungen der bereits bestehenden MS-Fatigue-Skalen (s. o.) zeigen eine hohe Heterogenität der Skalenstruktur und der zugrunde gelegten Fatigue-Aspekte (z. B. Muskelstärke, Bewegungsleistung usw.) sowie Schwächen hinsichtlich der methodischen Kriterien; Schwartz, Jandorf, & Krupp, 1993.
Eine zuverlässige und frühzeitige Diagnose einer MS-Fatigue sollte nicht nur zu einer Verbesserung des Verständnisses innerhalb des sozio-familiären und des beruflichen Umfelds, sowie der Akzeptanz des einzelnen Patienten selbst gegenüber seinen Symptomen führen, sondern auch als Voraussetzung für den weiteren Verlauf der Therapiewahl gesehen werden.
Die Fatigue Skala für Motorik und Kognition (FSMC) wurde auf wissenschaftlicher Basis entwickelt. Sie dient als allgemeingültiges und objektives Messverfahren zur Diagnose und Quantifizierung der Kernsymptomatik der Fatigue. Der Schwerpunkt der FSMC liegt im Unterschied zu den bisherigen MS-Fatigue-Skalen auf der Erfassung der beiden Hauptkomponenten (motorisch/kognitiv) der Fatigue und erlaubt eine graduelle Abstufung der Symptome.

## Testaufbau und Durchführung
Der Fragebogen beinhaltet 20 Items, die sich aus den Subskalen zur Abklärung der kognitiven und motorischen Fatigue zusammensetzen. Die Patienten geben ihre Urteile auf einer 5-Punkte-Likert-Skala ab. Der FSMC stellt ein Maß zur Selbsteinschätzung dar und kann vom Patienten bereits in der Wartezone innerhalb von 5 Minuten ausgefüllt werden. Die Bearbeitung des FSMC unterliegt keiner zeitlichen oder altersbedingten Beschränkung. Wichtig ist es aber, den Patienten explizit auf das genaue Durchlesen der Instruktion hinzuweisen.

## Auswertung
Der Auswerteschlüssel für die beiden Subskalen sieht wie folgt aus:
Kognitive Skala – Items 1, 4, 7, 8, 11, 13, 15, 17, 18, 20
(Beispiel-Item: „Wegen meiner Erschöpfungszustände fällt es mir schwerer, etwas Neues zu lernen als früher.“)
Motorische Skala – Items 2, 3, 5, 6, 9, 10, 12, 14, 16, 19
(Beispiel-Item: „Meine Bewegungen werden im Zustand der Erschöpfung eindeutig langsamer.“)
Die 5-Punkte-Likert Skala sieht eine Vergabe von 1–5 vor. Damit können maximal 50 Punkte pro Subskala und 100 Punkte für die Gesamtskala erzielt werden. Ein Patient, der weder motorische noch kognitive Fatigue aufweist, würde demnach einen Punktwert von 20 für die Gesamtskala erzielen.

## Einstufung des Patienten anhand von Cut-Off-Werten
Der an einer gesunden Stichprobe ermittelte und validierte Cut-Off-Wert (Penner u. a., 2009) zur Unterscheidung zwischen Normalbefund einerseits und pathologischer Fatigue andererseits liegt für die Gesamtskala bei 43, für die kognitive Skala bei 22 und für die motorische Skala ebenfalls bei 22. Die detaillierten Befundeinteilungen sind der nachfolgenden Tabelle zu entnehmen.
| FSMC gesamt    | ≥ 43 | Leichte Fatigue                  |
| FSMC gesamt    | ≥ 53 | Mittelgradige Fatigue            |
| FSMC gesamt    | ≥ 63 | Schwere Fatigue                  |
| FSMC kognitiv  | ≥ 22 | Leichte kognitive Fatigue        |
| FSMC kognitiv  | ≥ 28 | Mittelgradige kognitive Fatigue  |
| FSMC kognitiv  | ≥ 34 | Schwere kognitive Fatigue        |
| FSMC motorisch | ≥ 22 | Leichte motorische Fatigue       |
| FSMC motorisch | ≥ 27 | Mittelgradige motorische Fatigue |
| FSMC motorisch | ≥ 32 | Schwere motorische Fatigue       |